# Polisportiva Aquila Montevarchi 1974-1975
Questa voce raccoglie le informazioni riguardanti la Polisportiva Aquila Montevarchi nelle competizioni ufficiali della stagione 1974-1975.

## Rosa
| N. |                   | Ruolo | Calciatore        |
| -- | ----------------- | ----- | ----------------- |
|    | Italia (bandiera) | C     | Piero Bencini     |
|    | Italia (bandiera) | C     | Piero Braglia     |
|    | Italia (bandiera) | D     | Vinico Brilli     |
|    | Italia (bandiera) | C     | Ugo Buttino       |
|    | Italia (bandiera) | C     | Fulvio Donatello  |
|    | Italia (bandiera) | A     | Giuseppe Fazzi    |
|    | Italia (bandiera) | D     | Nello Florio      |
|    | Italia (bandiera) | C     | Gino Gagliardelli |
|    | Italia (bandiera) | A     | Bruno Gattai      |
|    | Italia (bandiera) | P     | Oriano Gavioli    |

| N. |                   | Ruolo | Calciatore          |
| -- | ----------------- | ----- | ------------------- |
|    | Italia (bandiera) | P     | Mauro Isetto        |
|    | Italia (bandiera) | D     | Angiolo Marines     |
|    | Italia (bandiera) | C     | Giuseppe Palladino  |
|    | Italia (bandiera) | D     | Giovanni Poli       |
|    | Italia (bandiera) | D     | Ebro Ravaglia       |
|    | Italia (bandiera) | A     | Armando Reggianini  |
|    | Italia (bandiera) | A     | Giuseppe Santonico  |
|    | Italia (bandiera) |       | Serini              |
|    | Italia (bandiera) | D     | Francesco Stanzione |
|    | Italia (bandiera) | A     | Claudio Vagheggi    |